# Clita
Clita  (in greco antico Κλείτη) o Clite è un personaggio della mitologia greca, sposa di Cizico e figlia dell'indovino Merope.

## Il mito
Clita era la moglie del giovanissimo re Cizico, colui che accolse benevolmente gli argonauti durante il loro viaggio. Il fato volle che alla fine per colpa del buio il re affrontò gli eroi alla ricerca del vello d'oro, finendo per essere ucciso da Giasone. 

Clita, molto legata al marito quando seppe della sua morte si disperò fino ad impazzire e decise di impiccarsi; secondo una variante morì invece di crepacuore. 

Dalle lacrime delle ninfe del luogo nacque una sorgente, chiamata Clite.

### Fonti
- Apollonio Rodio, Libro II

### Moderna
- Luisa Biondetti, Dizionario di mitologia classica, Milano, Baldini&Castoldi, 1997, ISBN 978-88-8089-300-4.
- Pierre Grimal, Enciclopedia della mitologia 2ª edizione, Brescia, Garzanti, 2005, ISBN 88-11-50482-1. Traduzione di Pier Antonio Borgheggiani